# Parc national de Fountain Cavern
Le parc national de Fountain Cavern est un parc national historique situé à Shoal Bay Village à Anguilla.

## Historique
Les grottes étaient particulièrement importantes pour les Taïnos (ou Arawaks), l’un des peuples amérindiens des Caraïbes. Ils croyaient que les toutes premières personnes sur terre, avec le soleil et la lune, avaient émergé d'une ou de plusieurs grottes.
Les Taïnos utilisaient des sanctuaires pour des cérémonies situées dans des cavernes dans l'objectif de provoquer des pluies en période de sécheresse et laissaient souvent derrière eux des objets sacrés appelés « zemis » et transportant des objets nécessaires aux cérémonies. Parfois, les Amérindiens ont même enterré leurs morts dans des grottes, en particulier des chefs et des dirigeants importants.
La pièce maîtresse du site de Fountain Cavern est la stalagmite sculptée à l'image de la divinité Taïnos « Jocahu » - le "Seigneur du Yuca", l'un des membres les plus puissants du panthéon Taïnos. 
C’est en ce sens que le site représente un chef-d’œuvre du génie créateur au sein de la culture amérindienne. L'espace naturel et les formations géologiques de la caverne ont été utilisés pour créer un environnement spécifique, un lieu de culte et un lieu de magie.
Le gouvernement d'Anguilla a élevé le site de Fountain Cavern et ses environs en parc national en 1985. Il a depuis été confié au Anguilla National Trust.